# Di tích Sokołowo

Sơ đồ di tích

Di tích Sokołowo - một di tích tưởng niệm các nạn nhân của Trận chiến Sokołowo vào ngày 2 tháng 5 năm 1848 trong cuộc nổi dậy Greater Poland. Trong trận chiến, các lực lượng của Phổ do tướng Gen. A. Hirschfeld đã chống lại quân nổi dậy Ba Lan, những người được nông dân địa phương giúp đỡ và người lãnh đạo của họ là Ludwik Mierosławski. Trận chiến huy hoàng với hơn 300 quân nổi dậy đã bị giết. Sự kiện này cũng đánh dấu Bài hát năm 1848. Di tích được xây dựng theo ý tưởng của Cyprian Norwid.

## Vị trí
Đài tưởng niệm ở trong làng Sokołowo gần đường 15 ở quận Września, tỉnh wielkopolska.

## Lịch sử di tích
Di tích được xây dựng vào mùa thu năm 1848. Lễ cung hiến được tổ chức vào ngày 23 tháng 11 năm 1848. Vào năm 1926, nhờ Bá tước Mycielski, tài sản đã có những lưỡi hái chiến đấu cách điệu. Trong thời kỳ chiếm đóng của Đức, bức tượng đã bị Đức quốc xã phá hủy. Sau Thế chiến thứ hai vào năm 1945, tượng đài đã được xây dựng lại, và vào năm 1961, tượng đài được đặt trên một gò đất dài tám mét. Năm 1998, đài tưởng niệm đã được cải tạo lại và là nơi tổ chức kỷ niệm 150 năm Mùa xuân của các quốc gia.

## Hình ảnh

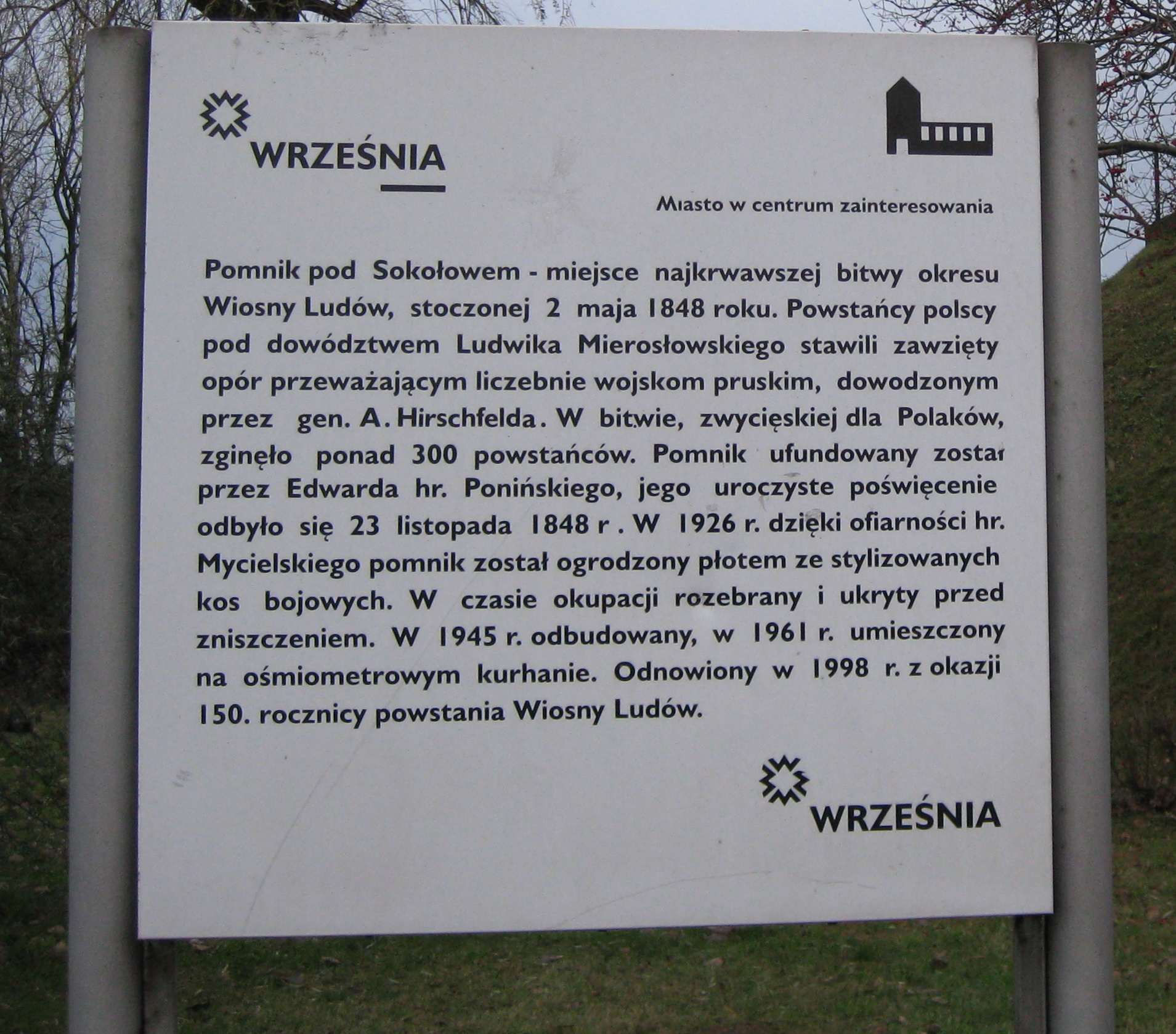
Dấu hiệu cảnh báo tại di tích
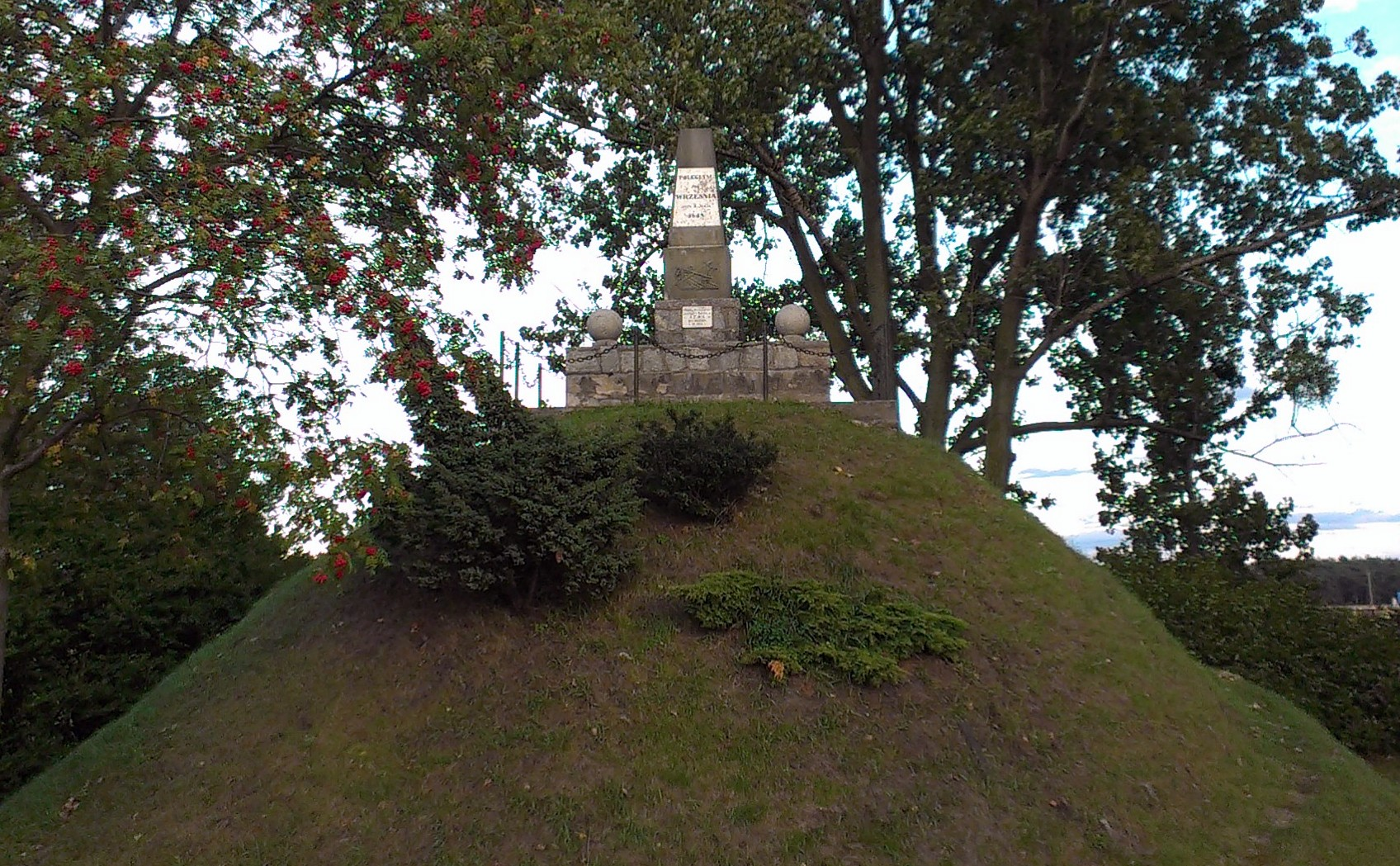
Gò
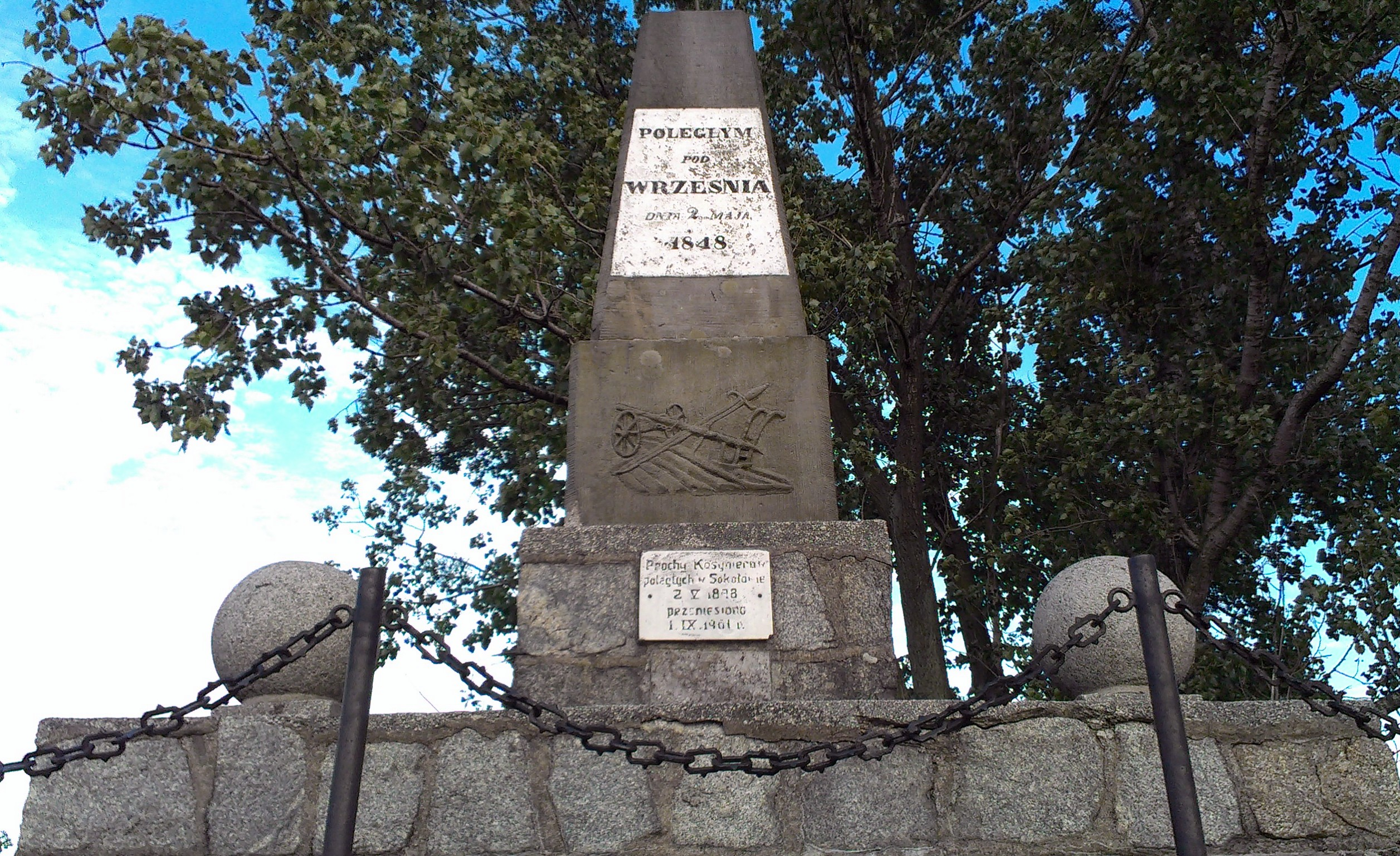
Tượng đài
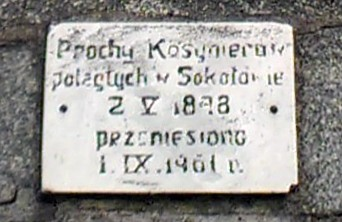
Bảng tưởng niệm
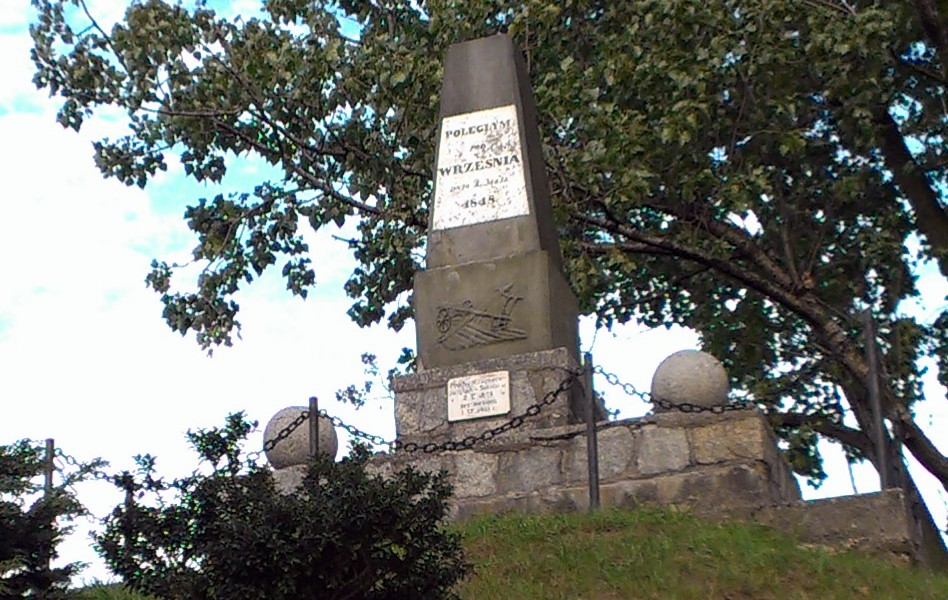
Tượng đài